# Anna Jewgenjewna Ziwiljowa

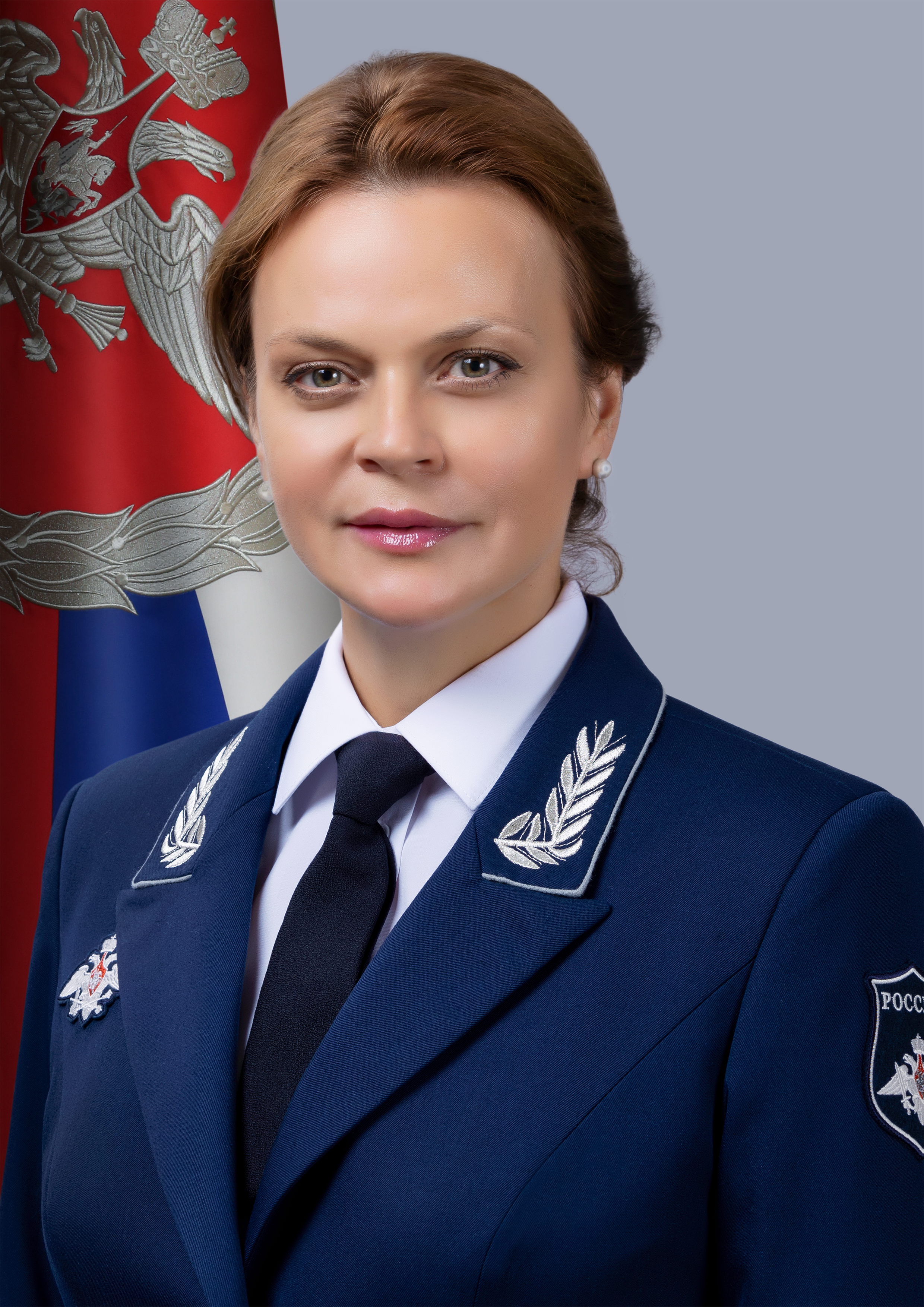
Anna Jewgenjewna Ziwiljowa (2024)

Anna Jewgenjewna Ziwiljowa (russisch Анна Евгеньевна Цивилёва; * 9. Mai 1972 als Anna Jewgenjewna Putina in Iwanowo, Oblast Iwanowo, Russische SFSR, Sowjetunion; geschiedene Anna Jewgenjewna Loginowa; russisch Анна Евгеньевна Логинова) ist eine russische Politikerin und seit dem 17. Juni 2024 stellvertretende Verteidigungsministerin der Russischen Föderation.

## Leben
Ziwiljowa wurde als Tochter des Chirurgen Jewgeni Michailowitsch Putin (russisch Евгений Михайлович Путин; 1933–2024), einem Cousin von Wladimir Putin, geboren. Ihr Psychiatrie-Studium schloss sie an der Staatlichen Medizinischen Akademie Iwanowo ab. Anschließend arbeitete sie in der psychiatrischen Klinik von Bogorodskoye.
Nach Putins Machtantritt zog sie nach Moskau und begann den Handel mit medizinischen Geräten. Sie schloss ebenfalls ein Studium an der Russischen Universität der Völkerfreundschaft ab. Seit 2018 ist sie Hauptanteilseignerin und Vorstandsvorsitzende des Kohlebergbauunternehmens Kolmar Group. Die Anteile erhielt sie von ihrem Ehemann Sergei Jewgenjewitsch Ziwiljow, als dieser zum Gouverneur des Oblast Kemerowo ernannt wurde.
Nach dem Beginn des Russisch-Ukrainischen Krieges wurde sie wegen ihrer Nähe zum Kreml und zu Putin von allen Staaten der Europäischen Union, dem Vereinigten Königreich, der Ukraine sowie der Schweiz sanktioniert. Seit dem 3. April 2023 ist sie Vorsitzende des Staatsfonds zur Unterstützung von russischen Kriegsteilnehmern. Am 17.  Juni 2024 wurde sie zur stellvertretenden Verteidigungsministerin ernannt.

## Privates
In erster Ehe war sie mit dem Psychiater Lew Jurjewitsch Loginow (russisch Лев Юрьевич Логинов) verheiratet. Seit 2007 ist sie mit dem russischen Energieminister Sergei Jewgenjewitsch Ziwiljow verheiratet. Das Paar hat zwei Söhne. Nach journalistischen Recherchen soll sie eine Nichte zweiten Grades von Wladimir Putin sein.